# William Perrett
William Robin „Will“ Perrett (* 23. August 1996 in Nottingham) ist ein britischer Radsportler, der bei Rennen auf Bahn und Straße startet.

## Sportlicher Werdegang
Seit 2010 ist William Perrett im Leistungsradsport aktiv, seit 2018 in der Elite, zunächst vorrangig auf nationaler Ebene. 2019 schloss er sich dem von Radsportlern gegründeten Huub Wattbike Test Team an und wurde mit dessen Mitgliedern Daniel Bigham, John Archibald und Kyle Gordon 2020 britischer Meister in der Mannschaftsverfolgung sowie 2021 im Dernyrennen. Daraufhin gab Perrett, der bis zu diesem Zeitpunkt noch als Umweltberater gearbeitet hatte, seine berufliche Tätigkeit auf, um sich auf den Radsport zu konzentrieren.
2022 ging Perrett für England bei den Commonwealth Games in Birmingham an den Start. Er wurde Neunter im Punktefahren und Zehnter in der Einerverfolgung. Beim Lauf der UCI Track Champions League 2022 in London gewann er den Scratch-Wettbewerb und belegte in der Ausdauer-Gesamtwertung Platz sieben, nachdem er wenige Monate zuvor vom Epstein-Barr-Virus genesen war. Bei den Bahnradsport-Europameisterschaften 2023 gewann er die Bronzemedaille im Omnium. Im selben Jahr sowie im Jahr darauf wurde er nationaler Meister im Punktefahren.

## Diverses
Aufgrund seiner eher ungewöhnlichen Radsportlaufbahn abseits der offiziellen Programme von British Cycling wird William Perrett in britischen Radsportkreisen mitunter als „der beste Bahnfahrer, von dem man noch nie gehört hat“ bezeichnet.

## Erfolge

### Bahn
2020
- Britischer Meister – Mannschaftsverfolgung (mit John Archibald, Daniel Bigham und Kyle Gordon)

2021
- Britischer Meister – Dernyrennen

2022
2022
- Britischer Meister – Zweier-Mannschaftsfahren (mit Mark Stewart)

2023
- Europameisterschaft – Omnium
- Britischer Meister – Punktefahren

2024
- Britischer Meister – Punktefahren
- Nations’ Cup #2 in Hongkong – Ausscheidungsfahren

2025
- Britischer Meister – Punktefahren

### Straße
2025
- eine Etappe Rás Tailteann